# Ян Новота
Ян Новота (словац. Ján Novota, нар. 7 листопада 1983, Матушково) — словацький футболіст, що грав на позиції воротаря.

## Ігрова кар'єра
Народився 7 листопада 1983 року в місті Матушково. Вихованець юнацьких команд футбольних клубів «Матушково», «Слован» (Галанта) та «Сенець».
У дорослому футболі дебютував 2002 року виступами за команду клубу «Штурово», в якій провів три сезони. 
Своєю грою за цю команду привернув увагу представників тренерського штабу клубу «Сенець», до складу якого приєднався 2005 року. Відіграв за команду із Сенеця наступні три сезони своєї ігрової кар'єри.
У 2008 році уклав контракт з клубом «ДАК 1904», у складі якого провів наступні два роки своєї кар'єри гравця. Більшість часу, проведеного у складі «ДАК 1904», був основним голкіпером команди.
Згодом з 2010 по 2011 рік грав у складі команд клубів «Пансерраїкос» та «ДАК 1904».
До складу клубу «Рапід» (Відень) приєднався 2011 року. За шість років відіграв за віденську команду 98 матчів у національному чемпіонаті.
Влітку 2017 року приєднався до угорського «Дебрецена». У новій команді програв конкуренцію українському голкіперу Олександру Надю і провів лише один матч наприкінці 2017, після чого вирішив завершити ігрову кар'єру.

## Виступи за збірну
2014 року дебютував в офіційних матчах за національну збірну Словаччини. До 2017 року провів загалом чотири офіційні гри у її складі.